# مایل‌های سخت
مایل‌های سخت یا مسافت طولانی (به انگلیسی: Hard Miles) یک فیلم ورزشی و درام آمریکایی محصول سال ۲۰۲۳ به کارگردانی و نویسندگی آر.جی. دانیل هانا با بازی متیو موداین، سینتیا مک‌ویلیامز، جاکینگ گیلری، جکسون کلی، دیمین دیاز، زک رابینز، لسلی دیوید بیکر و شان آستین است. فیلم روایتگر یک مربی به نام گرگ تاونسند که گروهی از زندانیان نوجوان ناراضی را برای یک دوچرخه سواری متحول کننده ۱۰۰۰ مایلی از دنور به گرند کنیون گرد هم می‌آورد که باید با موانع و یکدیگر رقابت کنند.
این فیلم در ۱۳ ژوئن ۲۰۲۳ در جشنواره فیلم بنتونویل اکران جهانی داشت و در ۱۹ آوریل ۲۰۲۴ در ایالات متحده اکران شد.

## داستان
داستان حول محور یک مددکار اجتماعی زندان می‌چرخد که یک تیم دوچرخه سواری متشکل از محکومان نوجوان تشکیل می‌دهد. داستان سفر آن‌ها را در یک سواری ۱۰۰۰ مایلی متحول می‌کند که از تجربیات واقعی گرگ تاونسند و تیم دوچرخه‌سواری آکادمی Ridgeview الهام گرفته شده است.
این روایت احتمالاً مضامین رستگاری، فرصت‌های دوم، کار تیمی، نظم و انضباط و رشد شخصی را بررسی می‌کند، زیرا محکومان نوجوان، از طریق راهنمایی مددکار اجتماعی، وارد یک ماجراجویی دوچرخه‌سواری چالش‌برانگیز و تغییردهنده زندگی می‌شوند. آزمایش‌های فیزیکی و عاطفی که در طول سفر طولانی با آن‌ها مواجه می‌شوند، ممکن است به عنوان استعاره‌ای از کشمکش‌های درونی و موانعی باشد که باید برای یافتن راهی برای توانبخشی و کشف خود بر آن‌ها غلبه کنند. گنجاندن الهام از زندگی واقعی از گرگ تاونسند و تیم دوچرخه سواری آکادمی Ridgeview به داستان اعتبار و عمق می‌بخشد و قدرت ورزش، مربیگری و جامعه را در تغییر زندگی و ایجاد امید برای افرادی که با ناملایمات و حبس مواجه می‌شوند منعکس می‌کند.

## تولید

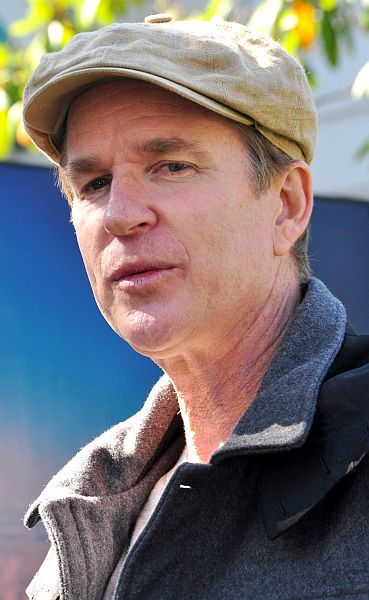
متیو موداین

در ژوئن ۲۰۲۲، اعلام شد که متیو موداین برای این فیلم انتخاب شد و فیلمبرداری در لس آنجلس و لون پاین، کالیفرنیا انجام شد. در آگوست ۲۰۲۲، اعلام شد که شان آستین برای این فیلم انتخاب شده است.

## انتشار
این فیلم اولین نمایش جهانی خود را در جشنواره فیلم بنتونویل در ۱۳ ژوئن ۲۰۲۳ انجام داد. در ژوئیه ۲۰۲۳، این فیلم در جشنواره فیلم هارتلند نمایش داده شد و در آنجا جایزه میراث جیمی استوارت را دریافت کرد. این فیلم در جشنواره بین‌المللی فیلم شیکاگو و جشنواره فیلم نیوپورت بیچ در اکتبر ۲۰۲۳ به نمایش درآمد. این فیلم همچنین جوایز تماشاگران را در جشنواره فیلم دنور در ماه بعد دریافت کرد.
در اوت ۲۰۲۳، اعلام شد که بلو فاکس اینترتایمنت حقوق این فیلم را به دست آورده است و قرار است در ۱۹ آوریل ۲۰۲۴ در سینماهای ایالات متحده اکران شود.